# Parthina vierra
Parthina vierra là một loài Trichoptera trong họ Odontoceridae. Chúng phân bố ở miền Tân bắc.